# Landesamt für Denkmalpflege Hessen
Das Landesamt für Denkmalpflege Hessen (LfDH) wurde durch das erste gesamthessische Denkmalschutzgesetz, das 1974 in Kraft trat, geschaffen. Es hat seinen Sitz in Wiesbaden, im Schloss Biebrich, mit Außenstellen in Marburg und Darmstadt. Zudem unterhält es das Archäologische Landesmuseum Hessen (ALMhessen) mit den beiden Häusern Keltenwelt am Glauberg in Glauburg-Glauberg und Römerkastell Saalburg in Bad Homburg v.d. Höhe. Das Landesamt für Denkmalpflege Hessen wurde 2012 neu strukturiert.

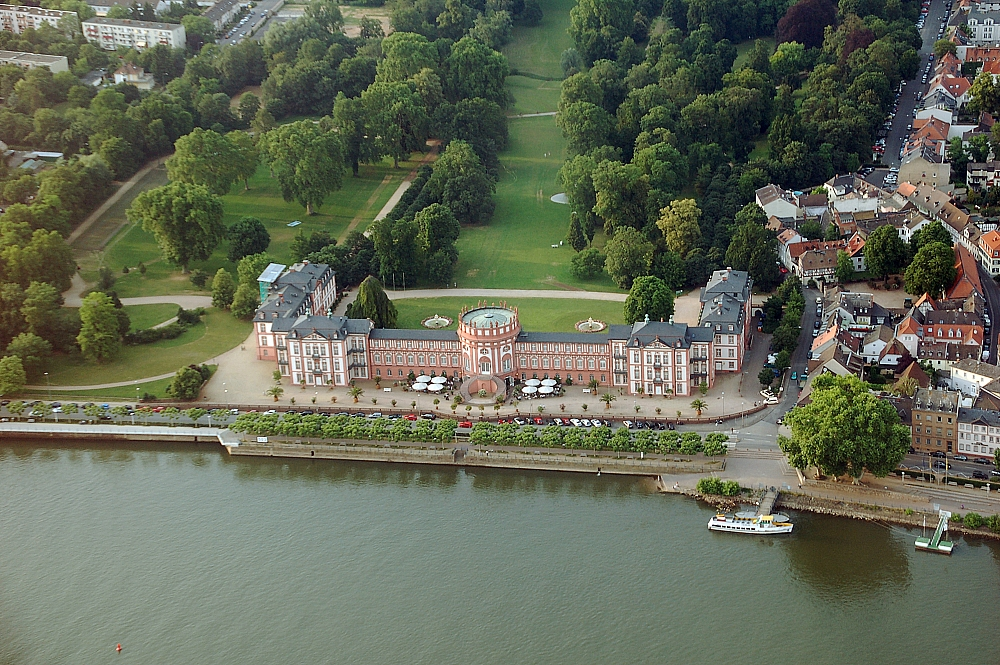
Schloss Biebrich und Parkanlage

## Geschichte
Das Landesamt für Denkmalpflege Hessen wurde durch einen Erlass vom 18. Dezember 1974 des damals für Denkmalpflege zuständigen Kultusministers, Hans Krollmann, zum 24. September 1974 rückwirkend gegründet. Grund dafür war die Landtagswahl. Noch am Tag der Regierungsbildung des dritten Kabinetts Osswald wurde der Erlass unterzeichnet. Am Tag vor der Gründung des Landesamtes für Denkmalpflege Hessen wurden die Vorgängerinstitutionen, die Dienststelle des Landesarchäologen von Hessen und die Dienststelle des Landeskonservators von Hessen, zum 23. September 1974 aufgelöst. Bekanntgegeben wurde all das offiziell erst im Staatsanzeiger für das Land Hessen vom 13. Januar 1975, also im Folgejahr.

## Stellung in der Behördenhierarchie
Das Landesamt für Denkmalpflege Hessen ist dem Hessischen Ministerium für Wissenschaft und Kunst unterstellt. Es ist eine Fachbehörde, steht also außerhalb der Hierarchie der Verwaltungsbehörden, die es in Hessen im Bereich des Denkmalschutzes nur in zwei Verwaltungsebenen gibt: die oberste Denkmalschutzbehörde, das Hessische Ministerium für Wissenschaft und Kunst, und 37 untere Denkmalschutzbehörden, das sind alle Stadt- und Kreisverwaltungen mit eigener Bauaufsicht.

## Zuständigkeit

### Örtliche Zuständigkeit
Örtlich ist das Landesamt für Denkmalpflege Hessen für das gesamte Bundesland Hessen zuständig. Neben dem Hauptsitz bestehen zwei Außenstellen: in Marburg und in Darmstadt. In Darmstadt ist die archäologische Denkmalpflege angesiedelt, ihr sind auch zwei Museen zugeordnet.

### Sachliche Zuständigkeit
Das Landesamt für Denkmalpflege Hessen ist als Denkmalfachbehörde für alle fachlichen Belange zuständig, die Kulturdenkmäler berühren. Nach § 4 Hessisches Denkmalschutzgesetz (HDSchG) hat es im Einzelnen folgende Aufgaben:
- Beratung und Unterstützung von Eigentümern und Besitzern bei Pflege, Untersuchung und Wiederherstellung von Kulturdenkmälern,
- Wahrnehmung des Interesses des Denkmalschutzes und der Denkmalpflege als Träger öffentlicher Belange,
- systematische Inventarisierung von Kulturdenkmälern,
- Führung des Denkmalverzeichnisses des Landes Hessen,
- wissenschaftliche Untersuchung von Kulturdenkmälern und damit Beitragung zur Erforschung der Landesgeschichte und
- Leistung von Öffentlichkeitsarbeit, um das Verständnis für Denkmalschutz und Denkmalpflege zu wecken und zu fördern.

## Organisation
Es bestehen drei Abteilungen:

### Archäologische und paläontologische Denkmalpflege

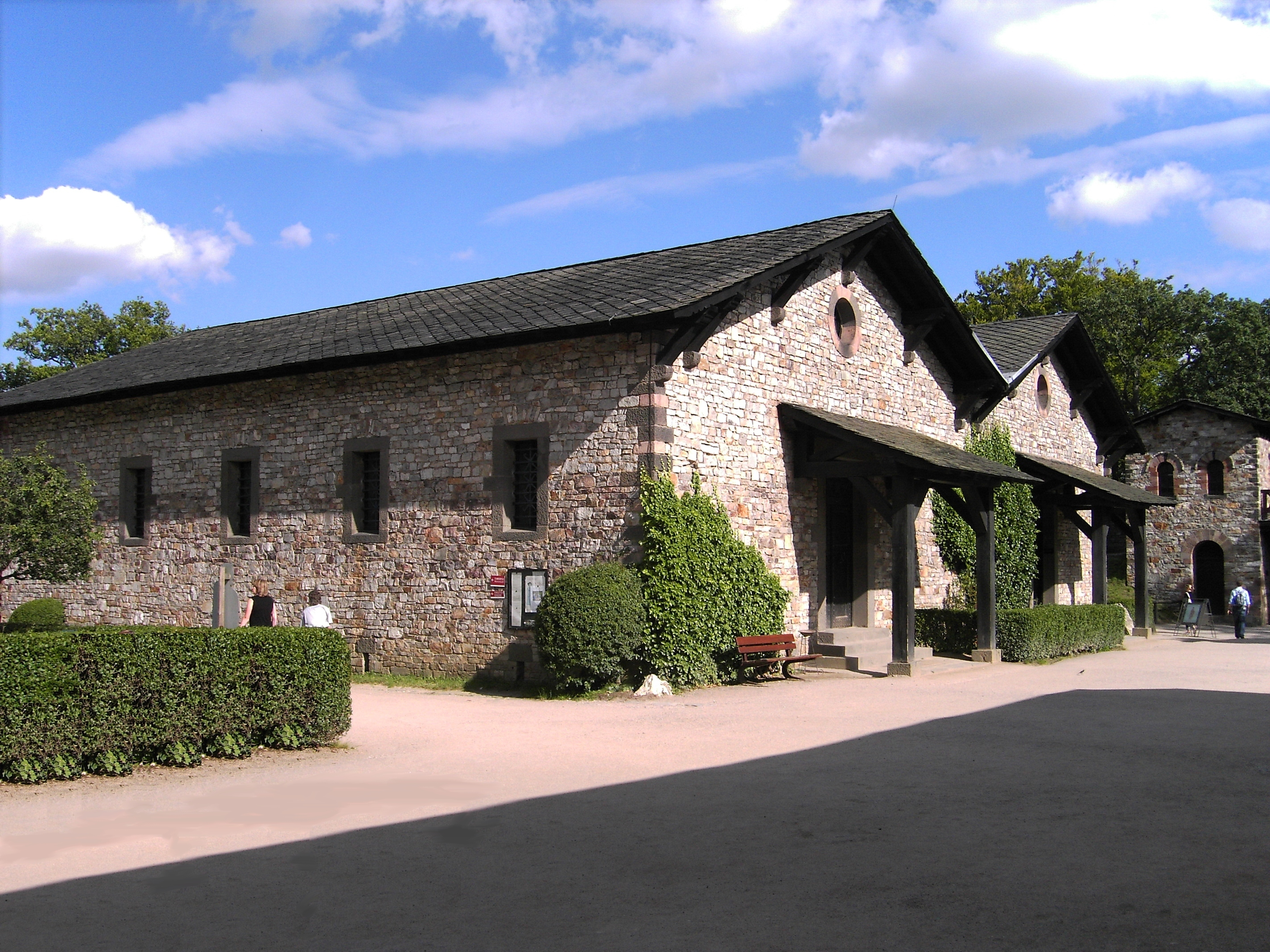
Horreum des Kastell Saalburg, das den Großteil des Saalburgmuseums beherbergt

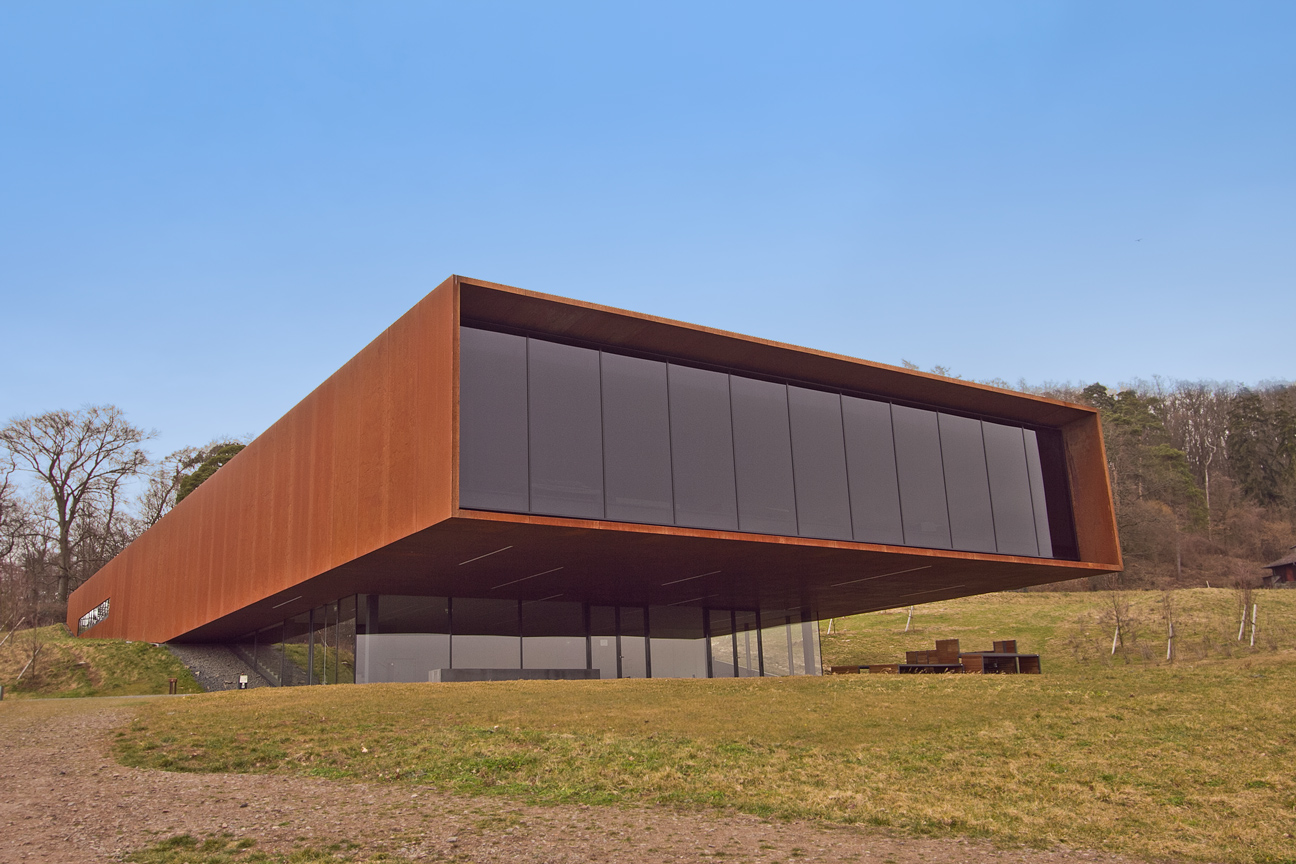
Museumsgebäude der Keltenwelt am Glauberg als Teil des Dezentralen archäologischen Landesmuseums

Die als Hessen-Archäologie (Eigenschreibweise: hessenARCHÄOLOGIE) konsolidierte Abteilung wird von dem Landesarchäologen geleitet. Sie ist mit Bodendenkmäler befasst, führt landesweit die archäologisch und paläontologische Inventarisation durch und betreibt archäologische und paläontologische Landesforschung. Sie erteilt die nach § 22 HDSchG erforderliche Nachforschungsgenehmigung für bodendenkmalpflegerische Eingriffe in ein Kulturdenkmal.
Die Aufgaben der archäologischen Denkmalpflege nehmen neun Archäologinnen und Archäologen in Hessen wahr, die am Hauptsitz in Wiesbaden und an den Außenstellen in Darmstadt und Marburg tätig sind. Die paläontologische Denkmalpflege wird von zwei Wissenschaftlern für ganz Hessen von Wiesbaden aus betreut.
Bezirksarchäologen betreuen jeweils eine Reihe von Städten und Landkreisen hinsichtlich denkmalrechtlicher Entscheidungen und der Erfassung und Inventarisierung von Bodendenkmälern. Aufgrund der knappen Personaldecke in der öffentlichen Verwaltung werden archäologische Grabungen heute zu einem erheblichen Teil nicht mehr vom Landesamt selbst durchgeführt, sondern von Dritten, insbesondere privaten Grabungsfirmen, über das Verursacherprinzip finanziert.
Am Hauptsitz in Wiesbaden unterhält die Hessen-Archäologie zudem eine Archäologische Restaurierungswerkstatt, eine kleine Paläontologische Präparationseinheit, mit der Archäobotanik eine über Hessen hinaus renommierte naturwissenschaftliche Einheit sowie das Archäologische Zentraldepot des Landes Hessen. Seit 2003 besteht am Dienstsitz Marburg zusätzlich das Sachgebiet Mittelalter- und Neuzeitarchäologie.
Seit Januar 2002 gehört das Saalburgmuseum bei Bad Homburg vor der Höhe mit dem Schwerpunkt Provinzialrömische Archäologie zur Hessen-Archäologie. Im Mai 2011 wurde die Keltenwelt am Glauberg als zweites Museum in der Regie des Landesamtes eröffnet. Beide Museen bilden zusammen das Archäologische Landesmuseum Hessen (ALMhessen).

### Bau- und Kunstdenkmalpflege
Diese Abteilung wird vom Landeskonservator geleitet. Die Abteilung befasst sich zunächst mit der Inventarisation der Baudenkmäler in Hessen. Aus dieser Arbeit entstand und entsteht im Laufe der Zeit die Reihe Denkmaltopografie der Bundesrepublik Deutschland. Hessen sowie deren Äquivalent im Internet. Voraussetzung zur Erforschung und Inventarisation der Kulturdenkmäler sind ein Foto- und Planarchiv und eine amtseigene Fachbibliothek.
Auch in der Baudenkmalpflege betreuen Bezirkskonservatoren, die jeweils für eine Reihe von Städten und Landkreisen zuständig sind, die dortigen Baudenkmäler, beraten die unteren Denkmalschutzbehörden, Denkmaleigentümer, Architekten, Planer und Handwerker, bei Erhalt, Pflege und Veränderungen am Kulturdenkmal. Bei geplanten Veränderungen an einem Kulturdenkmal, die nach § 18 HDSchG genehmigungspflichtig sind, beurteilen sie das Vorhaben und erteilen gegebenenfalls ihr Einvernehmen zu der Genehmigung, die von der unteren Denkmalschutzbehörde ausgesprochen wird.
Zu dieser Abteilung zählt auch eine Restaurierungswerkstatt, in der wertvolles bewegliches Kulturgut restauriert wird, die zugleich aber auch fachliche Beratung für Probleme der Restaurierung an Kulturdenkmälern erteilt.

### Zentralabteilung
Weiter besteht als dritte Abteilung eine Zentralabteilung, die die Behörde intern verwaltet.

## Präsidenten
- Gottfried Kiesow (1974–1996)
- Jan Nikolaus Viebrock (komm. Leitung 1996–1998)
- Gerd Weiß (1999–2014)
- Jan Nikolaus Viebrock (komm. Leitung Dezember 2014 bis April 2015)
- Markus Harzenetter (ab Mai 2015)

## Landeskonservatoren
- Friedrich Bleibaum (1940–1955)
- Karl Nothnagel (1951–1955)
- Hans Feldtkeller (1955–1966)
- Gottfried Kiesow (1966–1996)
- Christoph Mohr (1996–2010)
- Roswitha Kaiser (2011–2015)
- Heinz Wionski (2016–2020)
- Verena Jakobi (seit 2020)[5]

## Landesarchäologen
- Helmut Schoppa (1967–1972)
- Werner Jorns (komm. Januar bis April 1973)
- Fritz-Rudolf Herrmann (1973–2001)
- Egon Schallmayer (2001–2013)
- Udo Recker (seit 2016; 2013–2015 komm.)

## Veröffentlichungen
Das Landesamt für Denkmalpflege Hessen gibt eine Reihe von Veröffentlichungen heraus:
- Für das breite Publikum gedacht ist die Zeitschrift Denkmal Hessen (von 1988[6] bis 1997 Denkmalpflege in Hessen, bis 2020 Denkmalpflege & Kulturgeschichte).[7]
- Die größte Reihe, die das Landesamt für Denkmalpflege herausgibt, ist die Denkmaltopografie Bundesrepublik Deutschland – Kulturdenkmäler in Hessen. Sie stellt in zahlreichen Bänden, gegliedert nach Landkreisen, Städten und Gemeinden oberirdisch sichtbare Kulturdenkmäler vor.
- Die Zeitschrift Fundberichte aus Hessen stellt laufend neue Forschungsergebnisse und Funde zur Archäologie Hessens vor. Die nur in gedruckter Form verfügbare Zeitschrift wurde 2019 von der Reihe "Fundberichte Hessen Digital"[8] abgelöst, die sowohl online als Open Access Open Access Publikation als auch als Print-On-Demand-Version Book-on-Demand verfügbar ist.
- Arbeitshefte des Landesamtes für Denkmalpflege Hessen (Monografienreihe)
- Jahrbuch hessenARCHÄOLOGIE (jährliche Berichte zu aktuellen Forschungen und Ausgrabungen in der hessischen Archäologie)
  - Jährlich wird dazu hessenARCHÄOLOGIE-Tag veranstaltet, in dem das aktuelle Jahrbuch und daraus ausgewählte Vorträge präsentiert werden. Die öffentliche und kostenfreie Tagung wendet sich nicht nur an Wissenschaftler, Studierende und ehrenamtliche Mitarbeiter, sondern auch an alle Bürgerinnen und Bürger, die sich für die Archäologie in Hessen interessieren. Das Fachprogramm wird mit Exkursionen und einem Abendvortrag zur Archäologie und Geschichte der Region unterfüttert, in der diese Veranstaltung stattfindet. Es ist Tradition, dass die Tagung jährlich an einem anderen Ort in Hessen stattfindet, da sich die Landesarchäologie in den Regionen als Partner der kultur- und strukturpolitischen Entwicklung des Landes und seiner Kreise versteht.[9]
- Archäologische Denkmäler in Hessen (Hefte und Führer zu einzelnen Bodendenkmälern, unterstützt von der Archäologischen Gesellschaft in Hessen)
- Materialien zur Vor- und Frühgeschichte von Hessen (Wissenschaftliche Monographien der Hessen-Archäologie)
- Paläontologische Denkmäler in Hessen (Hefte und Führer zu einzelnen paläontologischen Bodendenkmälern)
- Führer zur hessischen Vor- und Frühgeschichte (Führer zu einzelnen Bodendenkmälern in Hessen, z. B. Saalburg, Felsberg im Odenwald etc.)

## Historische Quellen
Das ältere Schriftgut der Außenstelle Darmstadt des Landesamtes für Denkmalpflege Hessen befindet sich heute im Hessischen Staatsarchiv Darmstadt (Bestand H 56, Landesamt für Denkmalpflege Hessen Außenstelle Darmstadt, Abteilung Archäologische Denkmalpflege). Der Bestand spiegelt die Gutachtertätigkeiten des Landesamtes wider, enthält Schriftwechsel zu archäologischen Grabungen, Bebauungspläne sowie Unterlagen zum Austausch mit Fachkollegen. Der Bestand ist verzeichnet und in großen Teilen online recherchierbar.